# Bock (Solingen)
Bock ist eine Ortslage in der bergischen Großstadt Solingen. 

## Lage und Beschreibung
Der heute in der geschlossenen Bebauung aufgegangene Ort Bock befindet sich östlich der Solinger Innenstadt innerhalb des Stadtbezirks Solingen-Mitte. Der Ortsname bezeichnete in früheren Zeiten einen Teil der mittleren Wupperstraße zwischen Baumstraße und dem Kannenhof. Dort befindet sich heute unter anderem das Coppelstift, die psychosoziale Beratungsstelle der Stadt Solingen. Südlich von dem Ort liegt der Gustav-Coppel-Park. Nördlich entspringt in einer kleinen Talmulde der Klauberger Bach.
Benachbarte Orte sind bzw. waren (von Nord nach West): Klauberg, Kannenhof, Kannenbrühl, Meigen, Meigenerbrühl, Hippe, Solingen, Höfchen und Potshaus.

## Etymologie
Der Ortsname wird als Standort einer Bockstation (Deckstation für Ziegenböcke) gedeutet. Im südlich gelegenen Hippergrund soll sich einst eine große Ziegenwiese befunden haben.

## Geschichte
In dem Kartenwerk Topographia Ducatus Montani von Erich Philipp Ploennies, Blatt Amt Solingen, aus dem Jahre 1715 ist der Ort noch nicht verzeichnet. Er wurde in den Ortsregistern der Honschaft Solingen innerhalb des Amtes Solingen geführt. Die Topographische Aufnahme der Rheinlande von 1824 verzeichnet den Ort als Bock, ebenso wie die Preußische Uraufnahme von 1844. In der Topographischen Karte des Regierungsbezirks Düsseldorf von 1871 ist der Ort hingegen nicht verzeichnet. Die Preußische Neuaufnahme von 1893 verzeichnet den Ort nur noch unbenannt. 
Bock gehörte nach Gründung der Mairien und späteren Bürgermeistereien zur Bürgermeisterei Dorp, die im Jahre 1856 das Stadtrecht erhielt, und lag dort in der Flur XI. Clauberg. Der Ort lag unmittelbar an der wirtschaftlich bedeutsamen Wegeverbindung von Papiermühle in die Stadt Solingen. Am Bock grenzten zudem die Städte Dorp und Solingen aneinander. Die Bürgermeisterei beziehungsweise Stadt Dorp wurde nach Beschluss der Dorper Stadtverordneten zum 1. Januar 1889 mit der Stadt Solingen vereinigt. Damit wurde Bock ein Ortsteil Solingens. 
Nach der Eingemeindung nach Solingen wurden die bislang nur durch verstreut liegende Ortslagen und Hofschaften besiedelten Gebiete im Osten sukzessive baulich erschlossen. Die Wegeverbindung von Solingen nach Papiermühle erhielt Ende des 19. Jahrhunderts den heutigen Namen Wupperstraße und wurde durch Wohn- und Geschäftshäuser geschlossen bebaut. Im Jahre 1912 wurde das Coppelstift am Rande des Ortes eröffnet, das der spätere Solinger Ehrenbürger Gustav Coppel sowie weitere Mitglieder der Familie Coppel gestiftet hatten. In der Bebauung ging auch der Ort Bock auf, dessen Name bereits um die Wende zum 20. Jahrhundert auf offiziellen Karten verschwunden war. Noch in den 1940er Jahren war die Ortsbezeichnung Bock für diesen Bereich jedoch gebräuchlicher als die offiziellen Straßenbezeichnungen.